# Yule Peak
Yule Peak är en bergstopp i Antarktis. Den ligger i Västantarktis. Argentina, Chile och Storbritannien gör anspråk på området. Toppen på Yule Peak är 750 meter över havet.
Terrängen runt Yule Peak är varierad, och sluttar söderut. Trakten är obefolkad. Det finns inga samhällen i närheten.